# هينريخ شولتس
هينريخ شولتس هو سياسي ألماني، ولد في 12 سبتمبر 1872 في مدينة بريمن في ألمانيا، وتوفي في 4 سبتمبر 1932 في برلين في ألمانيا. نشط حزبياً في الحزب الديمقراطي الاجتماعي الألماني. وقد انتخب عضو مجلس النواب الألماني للإمبراطورية الألمانية ‏ وانتخب عضو في الرايخستاغ في جمهورية فايمار ‏.